# Barberini
Barberini – włoski ród szlachecki, pochodzenia toskańskiego, który doszedł do znaczącej pozycji w siedemnastowiecznym Rzymie. Twórcą potęgi rodu był Maffeo Barberini (1568–1644), który w 1623 został papieżem Urbanem VIII. Rodzina słynna była ze swego mecenatu artystycznego, m.in. nad Giovannim Lorenzo Berninim i Maciejem Kazimierzem Sarbiewskim. Ich siedemnastowieczny pałac rodowy (Palazzo Barberini) jest dziś siedzibą Galleria Nazionale d’Arte Antica. Główna linia rodu wygasła w 1738 roku. Jej dobra oraz nazwisko przeszły na ród Colonna z linii Carbognano, a za jego pośrednictwem na ród Sacchetti.

## Wczesna historia

Herb rodu Barberini

Barberini byli drobnoszlachecką rodziną wywodzącą się z toskańskiej miejscowości Barberino Val d’Elsa, jednak już w XI stuleciu osiadłą we Florencji. W początkach XVI wieku bracia Carlo (1488–1566) i Antonio (1494–1559) byli dobrze prosperującymi handlarzami wełną, zbożem i tekstyliami, jednak z uwagi na swoje opozycyjne nastawienie do Medyceuszy począwszy od 1537 zaczęli przenosić swój interes z Florencji do Rzymu. Jeden z synów Carla, Francesco (1528–1600), obrawszy stan duchowny, objął wiele zaszczytnych i dochodowych urzędów w Kurii Rzymskiej i choć nie doszedł do najwyższych stanowisk, umarł jako bardzo zamożny człowiek. Znaczną część jego majątku przejęło jego sześciu bratanków – synów Antonio Barberiniego (1529–1571) i jego żony Camilli Barbadori (?–1609). Byli to: Carlo (1562–1630), Alessandro (1563–1612), Niccolò (1565–1609), Giovanni Donato (1566–1603), Maffeo (1568–1644) i Antonio Marcello (1569–1646). Dwaj najmłodsi byli duchownymi, przy czym starszy z nich, Maffeo, w 1604 został arcybiskupem i nuncjuszem we Francji, a w 1606 roku kardynałem. To on doprowadził ród Barberinich do szczytu potęgi.

## Urban VIII

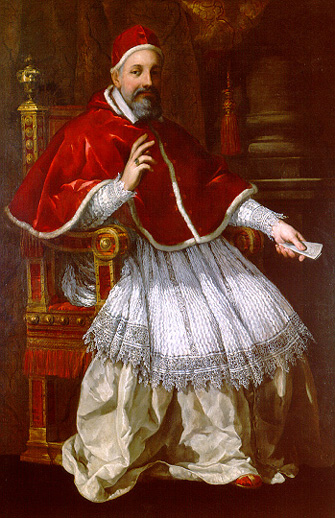
Papież Urban VIII. Obraz Pietro da Cortona (ok. 1627)

6 sierpnia 1623 kardynał Maffeo Barberini został wybrany na papieża i przyjął imię Urban VIII. W tym momencie żyło jeszcze dwóch jego braci: Carlo i Antonio Marcello, z czego pierwszy był od 1594 żonaty z Costanzą Magalotti i miał z nią piątkę dzieci, a drugi był mnichem w zakonie kapucynów. Zgodnie z powszechną od stuleci praktyką nepotyzmu wszyscy oni znacznie skorzystali na wyborze Maffeo na papieża. Już 2 października 1623 najstarszy syn Carla, Francesco Barberini, został mianowany kardynałem i superintendentem Stolicy Apostolskiej, a sam Carlo objął stanowiska gubernatora Borgo, gonfaloniera Kościoła i dowódcy wojsk papieskich. W 1624 kapelusz kardynalski otrzymał także brat Urbana VIII Antonio Marcello, a w 1627 do Kolegium Kardynalskiego powołany został także jego najmłodszy bratanek Antonio (1608–1671). Jednocześnie średni syn Carla Taddeo w 1627 został ożeniony z księżną Paliano Anną Colonna, wywodzącą się z jednego z najstarszych arystokratycznych rodów Rzymu, a po śmierci ojca w 1630 przejął piastowane przez niego funkcje. Rodzina Barberini na dobre weszła wówczas do rzymskiej arystokracji.

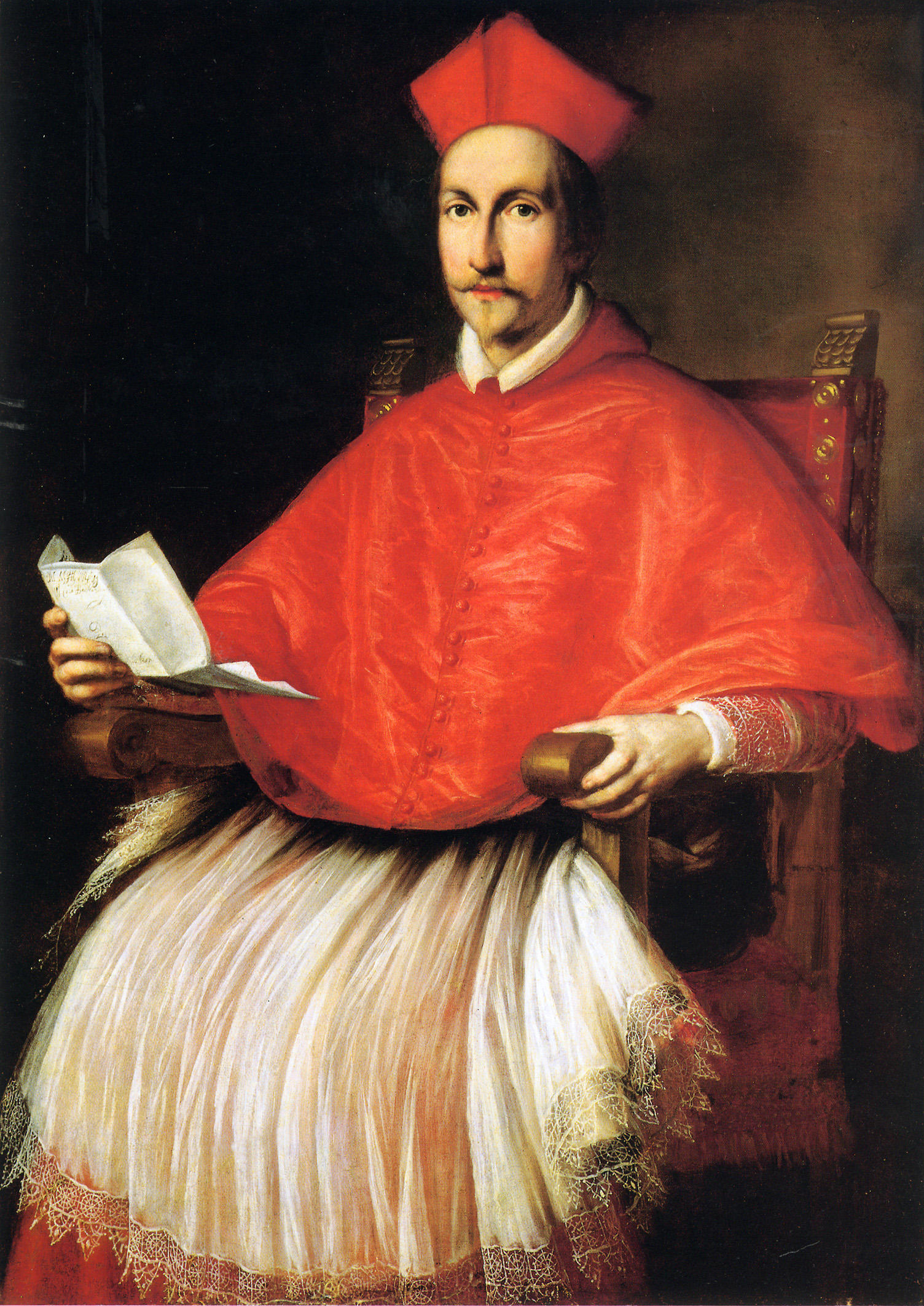
Kardynał Francesco Barberini, bratanek Urbana VIII (ok. 1624)

W ślad za tymi godnościami szły też pieniądze i bogactwa. Bracia Francesco i Antonio otrzymali dwa najbardziej dochodowe urzędy kurialne: wicekanclerza i kamerlinga, z których każdy przynosił rocznie po około 12 tysięcy skudów. Z kolei Taddeo w 1631 otrzymał niezwykle prestiżowy tytuł prefekta Rzymu. Regularne roczne dochody trójki papieskich bratanków szacowano na ponad 300 tysięcy skudów. Do tego dochodziły liczne, nieraz bardzo duże darowizny ze skarbca papieskiego czynione na polecenie Urbana VIII. Po śmierci papieża w 1644 powiadano, że jego rodzina wzbogaciła się w ciągu 21 lat jego pontyfikatu aż o 105 milionów skudów, co było niespotykanym dotąd rekordem. Dzięki posiadanemu bogactwu wybudowali potężną, barokową rezydencję rodową koło Quattro Fontane  w Rzymie. Wykorzystując trudną sytuację finansową starych rodów arystokratycznych, zakupili także wiele posiadłości ziemskich, a nawet tytuł książęcy. W 1624 Carlo zakupił Monte Rotondo od rodu Orsini, a rok później sfinalizował zakup zamku Roviano od Otto Colonna za kwotę 57 tysięcy skudów. W 1630 nabył od Colonnów księstwo Palestriny wraz z ziemiami Mezza Selva i Corcollo za kwotę 725 tysięcy skudów. Uzyskany wówczas tytuł księcia Palestriny otrzymał Taddeo Barberini, a następnie przejęli go jego potomkowie. 

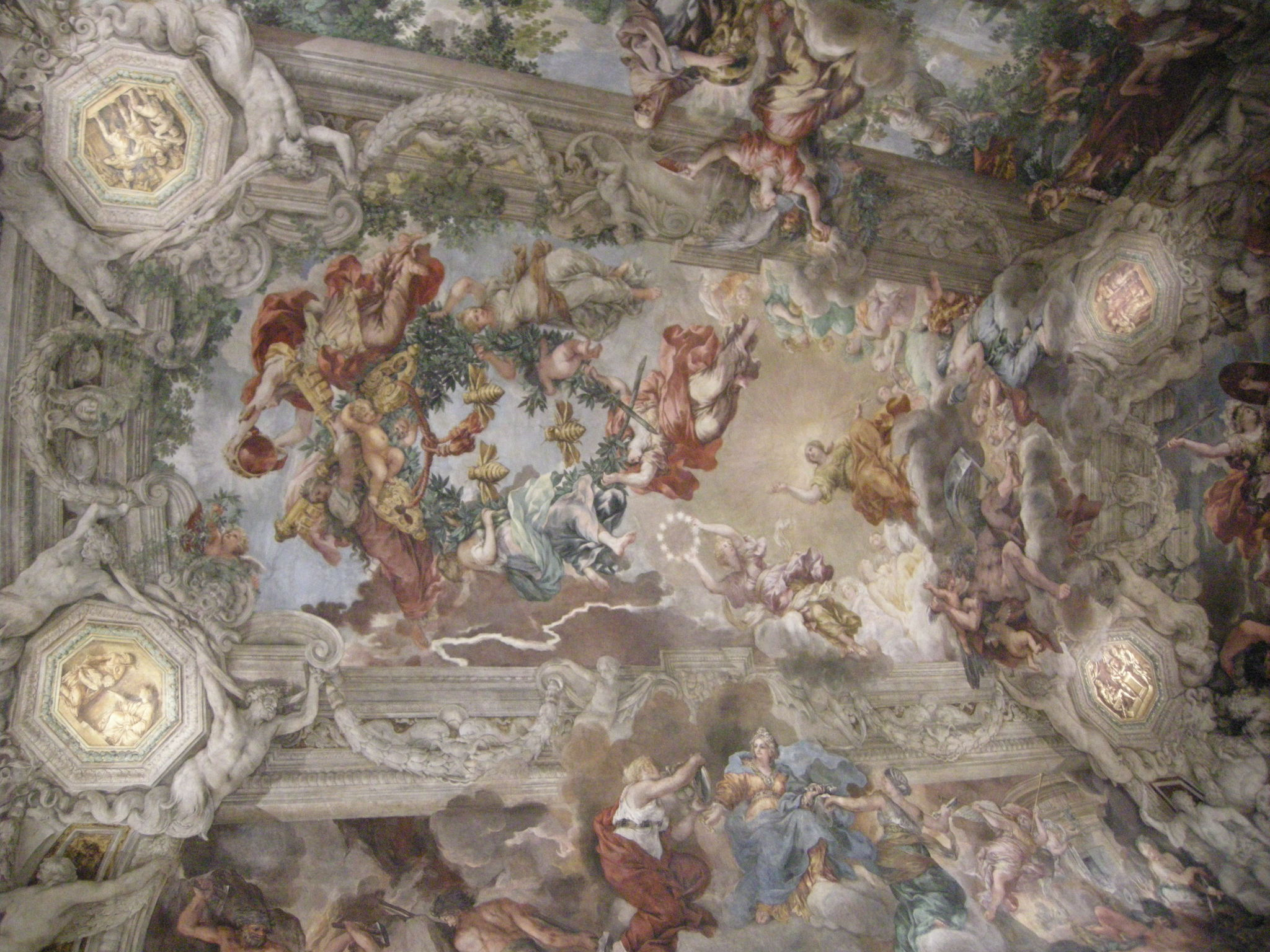
Triumf Boskiej Opatrzności. Fresk autorstwa Pietro da Cortona w Palazzo Barberini. W centrum widać trzy pszczoły z herbu rodowego Barberinich

Rychło też Barberini dali się poznać jako patroni sztuk. Na ich zlecenie pracowali m.in. Giovanni Lorenzo Bernini, Pietro da Cortona, Carlo Maderna czy śpiewak-kastrat Marc’Antonio Pasqualini. W 1632 wybudowali słynną operę o nazwie Teatro alle Quattro Fontane, mogącą pomieścić 3000 widzów. Papież i kardynał Francesco byli też protektorami uczonych, m.in. historyków Ferdinando Ughelli i Felice Contelori, a początkowo także astronoma Galileusza, choć ten ostatni popadł później w konflikt z papieżem i został skazany przez inkwizycję. Potężne zbiory książek i manuskryptów zebrane przez kardynała dały początek Bibliotece Barberinich.

Kardynał Antonio Barberini

Za czasów Urbana VIII konsekrowano nową bazylikę watykańską (18 listopada 1626). Jednakże sposób, w jaki doprowadził on budowę bazyliki do końca, budził kontrowersje, albowiem rozkazał wykorzystać w tym celu materiały z antycznych rzymskich budowli, zwłaszcza Panteonu. Anonimowy krytyk tego bezceremonialnego plądrowania pomników antyku skomentował to słynnym do dziś powiedzeniem Quod non fecerunt barbari, fecerunt Barberini („Czego nie zniszczyli barbarzyńcy, zniszczyli Barberini”).

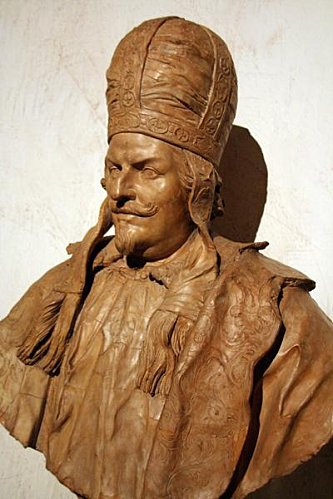
Książę Taddeo Barberini

Ród Barberini w ciągu 21 lat rządów Urbana VIII dorobił się dużej klienteli, a znaczna część kardynałów i urzędników zawdzięczała im swoje kariery. Jednocześnie jednak chciwość i arogancja papieskich bratanków  przysporzyły im wielu wrogów. W celu realizacji rodowych inwestycji Urban VIII wielokrotnie nakładał dodatkowe podatki na ludność Państwa Kościelnego, w tym na towary pierwszej potrzeby. Dążenia Taddeo Barberiniego do uzyskania własnego, niezależnego księstwa w Italii doprowadziły do wybuchu katastrofalnej w skutkach wojny o Castro (1642–1644). Spustoszenia, jakich doznało Państwo Kościelne w połączeniu z oskarżeniami braci Antonio i Taddeo Barberini o defraudację funduszy wojennych spowodowały, że starzejący się papież i jego krewni stali się powszechnie znienawidzeni. Ponadto profrancuska polityka papieża i jego bratanków zniechęciła do nich Hiszpanię i Austrię, które dysponowały silnym stronnictwem w Rzymie.

## Późniejsze losy

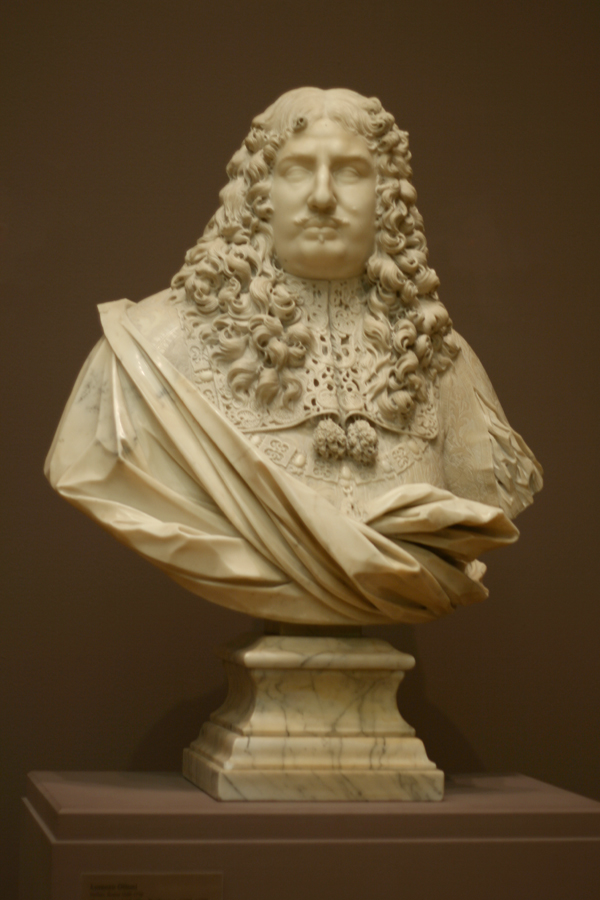
Książę Maffeo Barberini

76-letni Urban VIII zmarł 29 lipca 1644, pozostawiając finanse papiestwa w opłakanym stanie. Jego bratankowie Francesco i Antonio weszli na konklawe jako przywódcy najsilniejszej liczebnie frakcji, nie zdołali jednak ani przeforsować swojego kandydata, ani nawet uzyskać dla siebie rzeczywistych gwarancji bezkarności za popełnione nadużycia. Wybrany wówczas papież Innocenty X dość szybko wycofał się z poczynionych im obietnic i wszczął śledztwo w sprawie pochodzenia ich majątku. Antonio, Francesco i Taddeo wraz ze swymi dziećmi uciekli do Paryża pod opiekę kardynała Mazarin (przełom 1645/46). W tym czasie na rozkaz Innocentego X dokonano sekwestracji ich majątku w Rzymie. 24 listopada 1647 w Paryżu zmarł zaledwie 44-letni książę Taddeo.

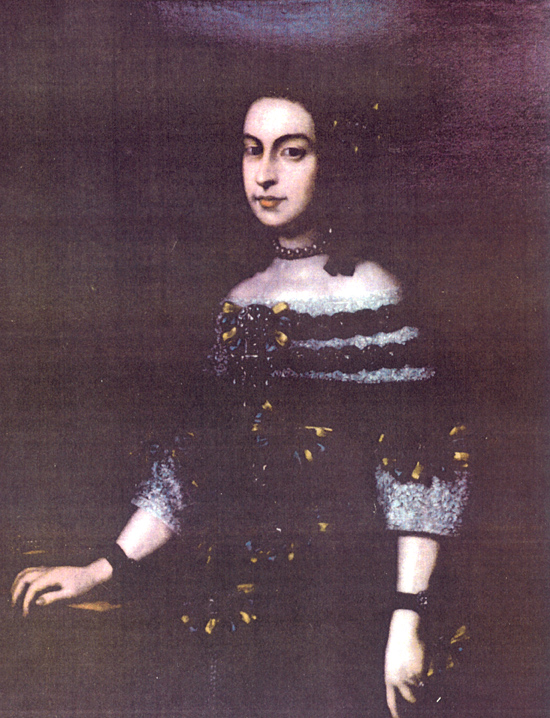
Lucrezia Barberini, księżna Modeny od 1654

Dzięki protekcji kardynała Mazarin, a także mediacji Olimpii Maidalchini, bratowej Innocentego X, stopniowo doszło do pojednania braci z nowym papieżem. Już w 1648 śledztwo zawieszono, a do Rzymu powrócił kardynał Francesco. Pięć lat później nastąpiło pełne pojednanie, dzięki czemu do Rzymu powrócił też Antonio wraz z dziećmi księcia Taddeo. W ciągu następnych kilku lat Barberini odzyskali swój majątek. Najstarszy syn Taddea, Carlo, w 1653 został kardynałem, a jego młodszy brat Maffeo odzyskał tytuł księcia Palestriny i ożenił się z Olimpią Giustiniani, wnuczką Olimpii Maidalchini i krewną Innocentego X. Z kolei ich siostra Lucrezia w 1654 wyszła za księcia Modeny Francesco d’Este.

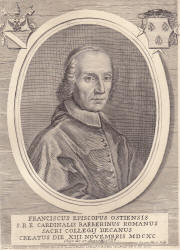
Kardynał Francesco Barberini, ostatni męski członek rodu

Pomimo odzyskania większości bogactw rodzina Barberini nie odzyskała już nigdy dawnego znaczenia. Nierealne okazały się snute wraz z Olimpią Maidalchini plany osadzenia księcia Maffeo na tronie królewskim Neapolu, po uprzednim wypędzeniu stamtąd Hiszpanów. Spośród piątki jego dzieci dwie córki (Costanza i Camilla) wyszły za hiszpańskich grandów Francesco Caetaniego i Carlo Borromeo-Arese, natomiast najstarszy syn Francesco został w 1690 kardynałem. Tytuł książęcy przeszedł na młodszego syna Urbano, który mimo trzech małżeństw zmarł w 1722 bez męskiego potomka z prawego łoża. W 1738 zmarł kardynał Francesco, ostatni męski przedstawiciel rodu. Majątek Barberinich odziedziczyło jedyne legalne dziecko Urbano, które go przeżyło – córka Cornelia Costanza (1716–1797). Dzięki jej małżeństwu z księciem Carbognano Giulio Cesare Colonna di Sciarra nazwisko i majątek rodowy Barberinich przeszły do rodziny Colonnów.
Urbano Barberini miał jednego nieślubnego syna Maffeo Callisto, urodzonego w 1688. Choć wykluczony z normalnego dziedziczenia, na podstawie zapisów testamentowych otrzymał część dóbr rodowych. Jego szczegółowe losy nie są znane, wiadomo jednak, że nosił tytuł markiza Corese i żył jeszcze w latach 40. XVIII wieku.
Nazwisko Barberini oraz tytuł księcia Palestriny były używane przez spadkobierców Cornelii Costanzy z rodu Colonna (jako Colonna-Barberini), a po wygaśnięciu głównej linii tego rodu, przez jej spadkobierców z rodu Sacchetti. W ten sposób przetrwały one do dzisiaj, a obecnie nosi je książę Benedetto Francesco Barberini (ur. 1961).

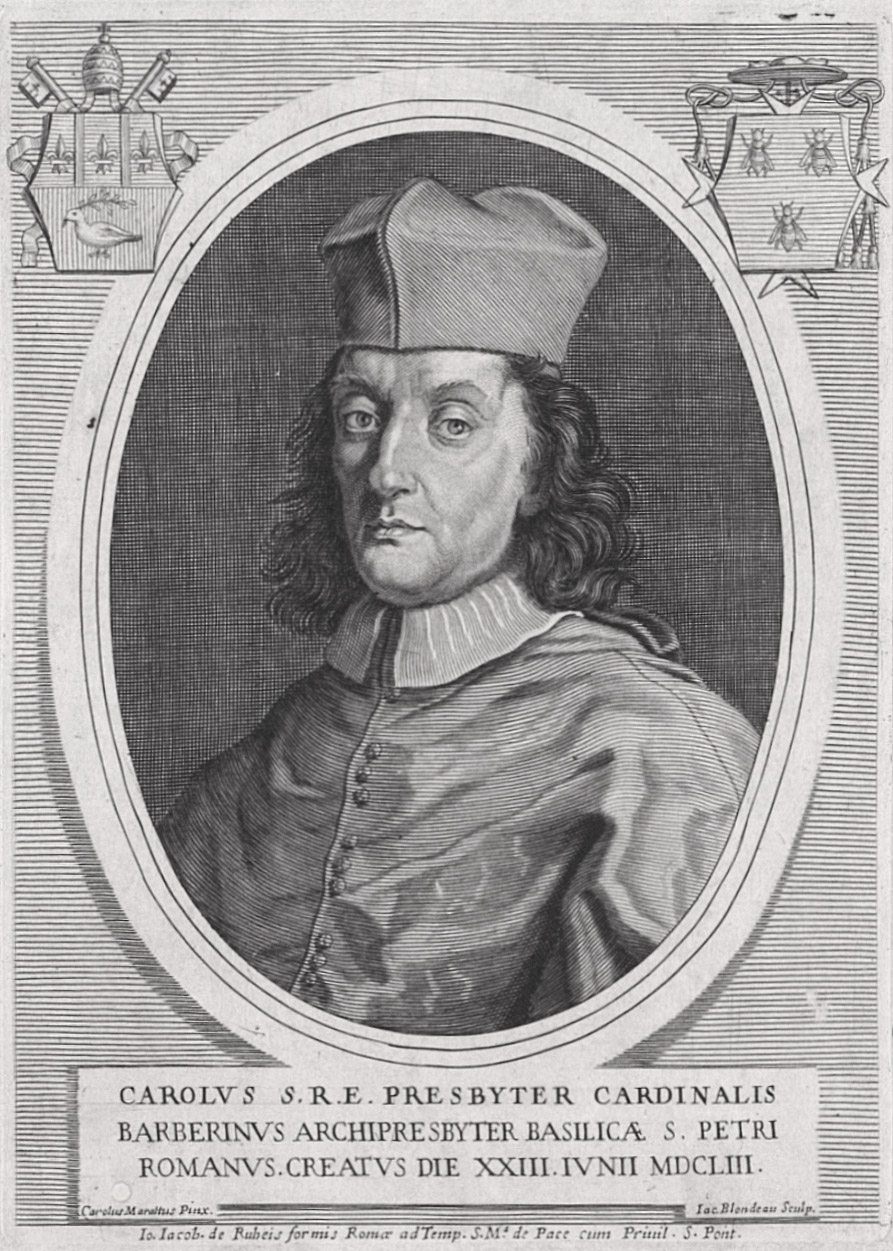
Kardynał Carlo Barberini

Kardynał Carlo Barberini od 1681 do śmierci w 1704 pełnił w Kurii Rzymskiej funkcję kardynała-protektora Królestwa Polskiego i utrzymywał szczególnie przyjazne stosunki z królem Janem III Sobieskim. W archiwum rodowym Barberinich znajduje się bogata korespondencja kardynała z tym królem i innymi dygnitarzami Rzeczypospolitej.
W 1683 młodszy brat Carla, mnich karmelitański Niccolò Maria, starał się o rekomendacje od króla polskiego w celu uzyskania nominacji kardynalskiej, jednak nominacja taka nigdy nie doszła do skutku.

## Genealogia
Główna linia rodu wywodzi się od Antonio Barberiniego (1529–1571) i Camilli Barbadori (?–1609). Mieli oni szóstkę synów:
- Carlo (1562–1630), od 1594 żonaty z Costanzą Magalotti (1575–1644), z którą miał siedmioro dzieci:
  - Francesco (1596–1597), zmarł niedługo po urodzeniu,
  - Francesco (1597–1679), kardynał od 1623,
  - Camilla (1598–1666), zakonnica z zakonu karmelitanek,
  - Maria (1599–1621), od 1618 zamężna z Tolomeo Duglioli (zm. 1622), zmarła przy porodzie
  - Taddeo (1603–1647), książę Palestriny od 1630, od 1627 żonaty z Anną Colonna (1601–1658), miał z nią pięcioro dzieci:
    - Lucrezia (1628–1699), w 1654 wyszła za księcia Modeny Francesco d’Este (1610–1658), z którym miała syna Reginald d’Este (1655–1737),
    - Camilla (1629–1631), zmarła w dzieciństwie
    - Carlo (1630–1704), kardynał od 1653
    - Maffeo (1631–1685), książę Palestriny od 1653, w 1653 ożenił się z Olimpią Giustiniani (1641–1729), z którą miał co najmniej pięcioro dzieci[5]:
      - Costanza (1655–1687), w 1680 wyszła za Francesco Caetani, księcia Caserty
      - Camilla (1657–1740), w 1689 wyszła za hrabiego Carlo Borromeo–Arese
      - Francesco (1662–1738), kardynał od 1690
      - Urbano (1664–1722), książę Palestriny od 1685, trzykrotnie żonaty: w 1690 z Cornelią Zeno Ottoboni (1671–1691), w 1693 z Felice Ventimiglia Pignatelli d’Aragona (?–1709) i w 1716 z Marią Teresą Boncompagni (1692–1744); z wszystkich tych małżeństw narodziła się tylko dwójka dzieci[6]:
        - Ruggiero (1699–1703), syn Felice Ventimiglia Pignatelli d’Aragona, zmarł w wieku 4 lat, nie przeżywszy ojca
        - Cornelia Costanza (1716–1797), córka Marii Teresy Boncompagni, jako jedyna prawowita dziedziczka rodu w 1728 wyszła za księcia Giulio Cesare Colonna di Sciarra

      - Taddeo (1666–1702), od 1701 żonaty z Marią Teresą Muti, ale zmarł bezpotomnie

    - Niccolò Maria (1635–1699), mnich z zakonu karmelitów

  - Clarice (1606–1665), zakonnica z zakonu karmelitanek
  - Antonio (1608–1671), kardynał od 1627
- Alessandro (1563–1612)[7]
- Niccolò (1565–1609)[7]
- Giovanni Donato (1566–1603)[7]
- Maffeo (1568–1644), od 1606 kardynał, od 1623 papież Urban VIII
- Antonio Marcello (1569–1646), kapucyn, od 1624 kardynał